# Oreogetonidae
Oreogetonidae zijn een familie uit de orde van de tweevleugeligen (Diptera), onderorde vliegen (Brachycera). Wereldwijd omvat deze familie geslacht en 36 soorten.